# Штирбул Кирило Антонович
Кирило Антонович Шти́рбул (Штирбу, Штірбу; рум. Chiril Știrbu; 2 березня 1915, Броштяни — 27 серпня 1997, Кишинів) — молдавський радянський актор, народний артист СРСР.

## Життєпис
Народився 17 лютого [2 березня] 1915 року в селі Броштянах (нині Рибницький район Молдови) у селянській сім'ї. Упродовж 1933—1937 років навчався в Одеському театральному училищі, був учнем Лідії Мацієвської. У 1937 році направлений у Тирасполь до Першого молдавського драматичного театру, який, після приєднання Бессарабії до СРСР, у 1940 році переїхав до Кишинева.
Брав участь у німецько-радянській війні: командиром відділення зв'язку авіаційного з'єднання пройшов шлях від Сталінграда до Кенігсберга. Член ВКП(б) з 1947 року. На XI, XII і XIII з'їздах Комуністичної партії Молдавії обирався членом Центрального Комітету. Обирався депутатом Верховної Ради Молдавської РСР 2—4-го скликань.
Помер у Кишиневі 27 серпня 1997 року. Похований у Кишиневі на Центральному цвинтарі.

## Творчість
Грав у драмах, трагедіях, комедіях, музичних комедіях. Серед ролей:
у театрі
- Незнамов, Любим Торцов, Кудряш («Без вини винні», «Бідність не порок», Гроза Олександра Островського);
- Швандя («Любов Ярова» Костянтина Треньова);
- Глоба («Руські люди» Костянтина Симонова);
- Труффальдіно («Слуга двох панів» Карло Ґольдоні);
- Стропша («Світло» Андрія Лупана);
- Городничий («Ревізор» Миколи Гоголя);
- Печенегов («Вороги» Максима Горького);
- Іон, Шатров («Марійчине щастя», «Килим Іляни» Леоніда Корняну);
- Севін («Пісня Лепушняци» Рахміла Портного);
- Берсенєв («Розлом» Бориса Лавреньова);
- Жги-воєвода, Барус («Синзяна і Пепеля», «Овідій» Васіле Александрі);
- Скорик («Сватання на Гончарівці» Григорія Квітки-Основ'яненка);
- Сотник («Назар Стодоля» Тараса Шевченка);
- Андронаті («Дівчина щастя шукала» за повістю «У неділю рано зілля копала» Ольги Кобилянської);
- Карпо Вітровий («Калиновий гай» Олександра Корнійчука);
- Володимир Ленін («Кремлівські куранти», «Людина з рушницею» Миколи Погодіна);
- Володимир Ленін («Іменем революції, згадай!» Михайла Шатрова);
- Володимир Ленін («Із іскри...» Шалви Дадіані);
- Лір («Король Лір» Вільяма Шекспіра);
- Швейк, Пічем («Швейк у Другій світовій війні», «Тригрошова опера» Бертольда Брехта);
- Оргон («Тартюф» Мольєра);

у музичних комедіях
- Хома («Вільний вітер» Ісака Дунаєвського);
- Богдан Сусик («Трембіта» Юрія Мілютіна);

у кіно
- Пакала (1954, «Андрієш»);
- співак (1955, «Молдавські наспіви»);
- другий забудовник (1960, «За міською межею»).

## Відзнаки
- Почесні звання
  - Заслужений артист Молдавської РСР з 1945 року[3];
  - Народний артист Молдавської РСР з 1949 року[3];
  - Народний артист СРСР з 1960 року;
- Нагороджений
  - орденами Леніна, Жовтневої Революції, Трудового Червоного Прапора, Вітчизняної війни II ступеня (6 квітня 1985)[4];
  - медалями «За бойові заслуги» (4 листопада 1943), «За оборону Сталінграда», «За перемогу над Німеччиною у Великій Вітчизняній війні 1941—1945 рр.»[5].
- Державна премія Молдавської РСР у галузі літератури, мистецтва і архітектури (1970, за виконання ролі Леніна в спектаклі «Іменем революції, згадай!»).
- Рішенням ЦК Компартії Молдавії та Ради Міністрів Молдавської РСР  його ім'я було занесене до  "Золотої книги пошани Молдавської РСР" (1970, за самовіддану та доблесну працю та активну громадську роботу, на честь 100-річчя від дня народження Володимира Ілліча Леніна)[2].